# Asthenolabus hilaris
Asthenolabus hilaris là một loài tò vò trong họ Ichneumonidae.